# La Follette (Tennessee)
La Follette es una ciudad ubicada en el condado de Campbell en el estado estadounidense de Tennessee. En el Censo de 2010 tenía una población de 7.456 habitantes y una densidad poblacional de 586,31 personas por km².

## Geografía
La Follette se encuentra ubicada en las coordenadas 36°22′19″N 84°7′31″O / 36.37194, -84.12528. Según la Oficina del Censo de los Estados Unidos, La Follette tiene una superficie total de 12.72 km², de la cual 12.72 km² corresponden a tierra firme y (0%) 0 km² es agua.

## Demografía
Según el censo de 2010, había 7.456 personas residiendo en La Follette. La densidad de población era de 586,31 hab./km². De los 7.456 habitantes, La Follette estaba compuesto por el 0.1% blancos, el 0.42% eran afroamericanos, el 0.25% eran amerindios, el 0.21% eran asiáticos, el 0% eran isleños del Pacífico, el 0.43% eran de otras razas y el 1.7% pertenecían a dos o más razas. Del total de la población el 1.46% eran hispanos o latinos de cualquier raza.